# Клэмпнер, Мэтью (младший)
Мэтью Клэмпнер младший (англ. Matthew Clempner jr; род. 7 сентября 1985) — британский самбист (спортивное и боевое самбо) и дзюдоист, чемпион (2007, 2011—2013) и бронзовый призёр (2008) чемпионатов Великобритании по дзюдо, победитель и призёр международных турниров по дзюдо, бронзовый призёр чемпионата мира по самбо 2012 года (спортивный раздел). Участвовал в чемпионате мира по самбо 2014 года (боевое самбо), где занял 4-е место. По самбо выступал в тяжёлой весовой категории (свыше 100 кг).

## Семья
Отец Мэтью Клемпнер — самбист, дзюдоист, борец вольного и классического стилей, бронзовый призёр чемпионата Великобритании по дзюдо, бронзовый призёр чемпионатов Европы и мира по самбо, участник соревнований по вольной борьбе на летних Олимпийских играх 1980 года.